# Annalena Müller

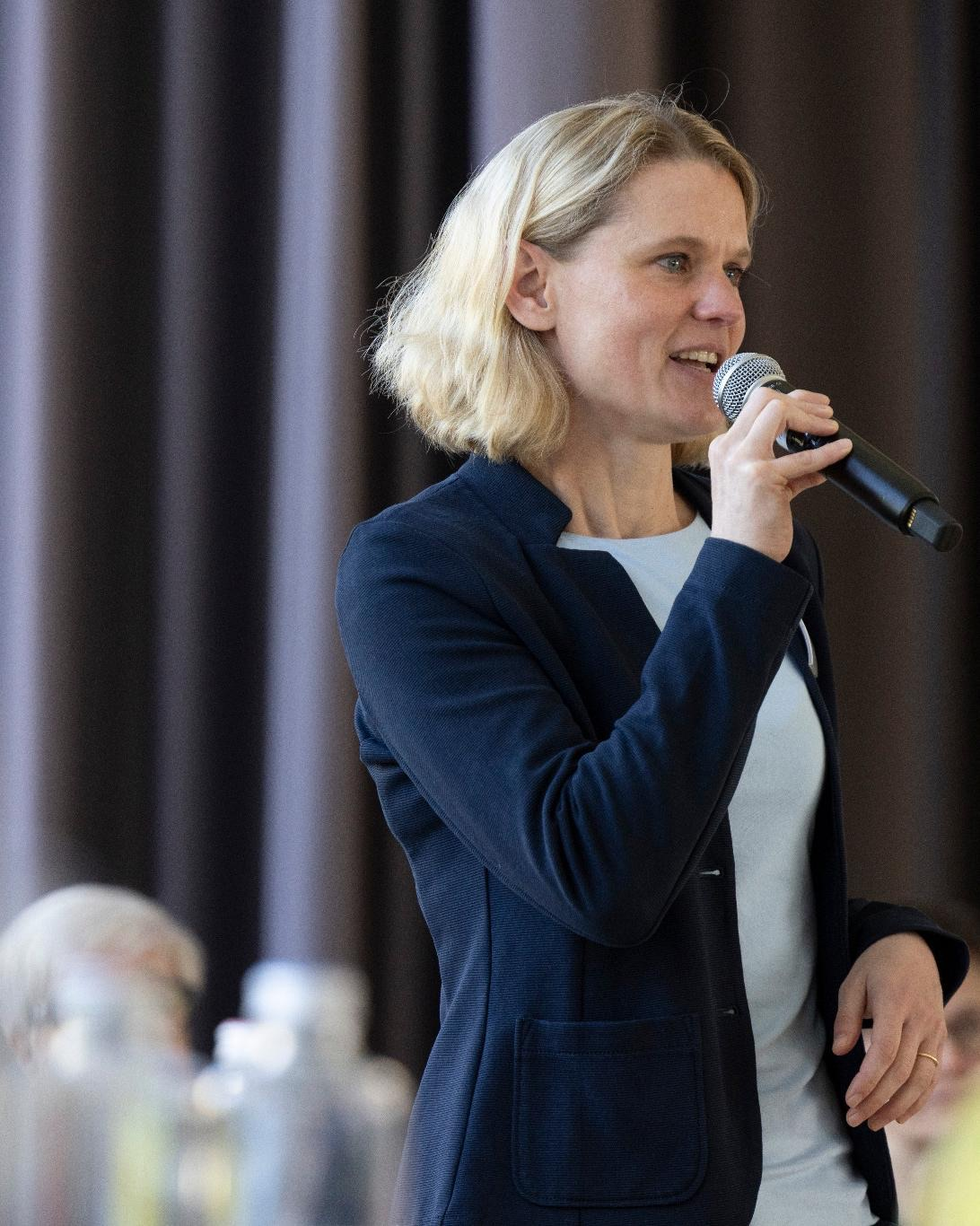
Annalena Müller (2025)

Annalena Müller (* 31. Januar 1983 in Mainz) ist eine deutsche Historikerin und Journalistin. Ihre journalistische Berichterstattung über die katholische Kirche führt immer wieder zu Widerstand und heftigen Attacken besonders durch konservative Kirchenkreise in der Schweiz.

## Leben
Annalena Müller studierte Geschichte, Politikwissenschaften und Soziologie in Mainz und Tours. Sie absolvierte einen Master an der Université Paris 1 Panthéon-Sorbonne und wurde 2008 in die Studienstiftung des Deutschen Volkes aufgenommen. 2014 schloss sie ihre Promotion an der Yale University mit einer Studie über Klosterwesen und Staatswerdung in Frankreich ab.
Zwischen 2014 und 2019 war sie Oberassistentin am Departement für Geschichte der Universität Basel. Nach dem Erhalt eines Ambizione-Fellowships durch den Schweizerischen Nationalfonds wechselte sie an die Université de Fribourg, wo sie zur politischen und wirtschaftlichen Macht europäischer Frauenklöster forschte. Sie war ausserdem wissenschaftliche Leiterin der Ausstellung «Nonnen. Starke Frauen im Mittelalter» am Landesmuseum Zürich (2020).

## Journalismus und Konflikte mit kirchlicher Obrigkeit
2023 wechselte Müller von der Wissenschaft in den Journalismus. Bei kath.ch, dem deutschsprachigen Onlineportal des Katholischen Medienzentrums im Auftrag der römisch-katholischen Kirche in der Schweiz, machte Müller sich innerhalb weniger Monate einen Namen als Investigativjournalistin, die sich nicht scheute, heisse Eisen anzufassen. Dies führte zu heftigen Widerständen von Seiten einflussreicher Kirchenkreise inklusive der Schweizer Bischofskonferenz.
Bei dem Portal betreute sie unter anderem das Dossier zum sexuellen Missbrauch. Innerhalb kurzer Zeit wurde sie zur Redaktionsleiterin befördert und sollte nach Willen des Vorstands auch die Direktion des Medienzentrums übernehmen. Ein Veto der Schweizer Bischofskonferenz verhinderte im März 2024 ihre Ernennung. Der umstrittene Entscheid löste ein Medienecho aus, das über die Grenzen der Schweiz hinausging.
Im Juli 2024 übernahm Müller die Chefredaktion des «pfarrblatt», der Zeitung der römisch-katholischen Kirche im Kanton Bern. Sie verhalf dem Printmedium (Auflage 48'000) zu einem modernen Online- und Social-Media-Auftritt und vervielfachte die Reichweite und Zugriffe. Nach einem knappen Jahr an der Spitze des «pfarrblatt» wurde Müller Ende Mai 2025 gekündigt und per sofort freigestellt. Der Schritt, der nach einer Neuaufstellung des Vorstands Anfang Mai erfolgte, kam sowohl für Beobachter als auch das Redaktionsteam völlig überraschend.
Neben kirchlichen Medien schreibt Müller als freie Autorin unter anderem für die Neue Zürcher Zeitung, den Tages-Anzeiger und das Portal feinschwarz.net. Sie hält Vorträge über historische und kirchliche Themen in der Schweiz und in Deutschland.

## Schriften (Auswahl)

### Bücher
- «Nonnen. Starke Frauen im Mittelalter», Ausstellungskatalog: 2020, (Mitherausgeberin)
- «From the Cloister to the State: Fontevraud and the Making of Bourbon France», Routledge: 2021.
- «Monastic Women and Secular Economy in Later Medieval Europe, ca. 1200 to 1500», Routledge: 2024, open access.

### Journalistische Artikel (Auswahl)
- Vitus Huonders letzter Akt: Die Beerdigung des früheren Churer Bischofs zeigt, warum die Kirche in der Schweiz mit Reformen kaum vorankommt, Neue Zürcher Zeitung, 18. April 2024.
- Gott, Starbucks und gelebte Geschichte: eine Reise zum Ende der Zeit ins Val Müstair, Neue Zürcher Zeitung, 6. August 2024.
- Die katholische Synode in Rom beschliesst auch mutige Schritte – sind die Bischöfe reformbereit?, Tages-Anzeiger, 27. Oktober 2024.
- Für einen unabhängigen Kirchenjournalismus, feinschwarz.net., 23. Januar 2025.

## Belege
1. ↑  Kirchenexpertin: «Die Missbrauchsthematik wird bei der Papstwahl zentral sein». 21. April 2025, abgerufen am 28. Mai 2025.
2. ↑  Chefredaktorin des «Pfarrblatts»: Annalena Müller muss nach einem Jahr wieder gehen – Team «geschockt». 22. Mai 2025, abgerufen am 28. Mai 2025.
3. ↑  Corina Gall: Kirche: Chefredaktor von Kath.ch fordert Rücktritt der Bischöfe. In: Neue Zürcher Zeitung. 22. März 2024, ISSN 0376-6829 (nzz.ch [abgerufen am 28. Mai 2025]).
4. ↑  kath.ch-Chefredaktor Charles Martig: «Die Bischöfe verstehen nicht, wie Medien heute funktionieren». Abgerufen am 28. Mai 2025.
5. ↑  From the Cloister to the State: Fontevraud and the Making of Bourbon France, 1642-1100. Abgerufen am 28. Mai 2025 (englisch).
6. ↑  Ambizione-Stipendien für Eva Brugger und Annalena Müller. 19. September 2018, abgerufen am 28. Mai 2025 (Schweizer Hochdeutsch).
7. ↑  Monastic Women and Secular Economy in Later Medieval Europe, ca. 1200 to 1500. Abgerufen am 28. Mai 2025 (englisch).
8. ↑  Nonnen. Starke Frauen im Mittelalter – Ausstellung im Landesmuseum Zürich - Landesmuseum Zürich. Abgerufen am 28. Mai 2025.
9. ↑  Kloster Engelberg: Zwietracht statt Brüderlichkeit - Schweiz aktuell - Play SRF. Abgerufen am 28. Mai 2025.
10. ↑  Raphael Rauch: Bischöfe verhindern kritische Journalistin. 8. März 2024, abgerufen am 28. Mai 2025 (Schweizer Hochdeutsch).
11. ↑  Internes Protokoll zeigt: Bischöfe gingen mit Sexismus gegen unliebsame Journalistin vor. Abgerufen am 28. Mai 2025.
12. ↑  Nach Veto gegen Journalistin: GKP kritisiert Schweizer Bischöfe. Abgerufen am 28. Mai 2025.
13. ↑  Die Bischöfe ekelten sie raus – nun wird sie Chefredaktorin in Bern. 19. März 2024, abgerufen am 28. Mai 2025.
14. ↑  Vereinsversammlung 2025. «pfarrblatt»-Gemeinschaft Bern, April 2025, abgerufen am 28. Mai 2025.
15. ↑  Pfarrblatt Bern: Chefredaktorin Annalena Müller muss gehen. Abgerufen am 28. Mai 2025 (Schweizer Hochdeutsch).
16. ↑  Vereinsversammlung 2025 der Pfarrblattgemeinschaft. Abgerufen am 28. Mai 2025.
17. ↑  Chefredaktorin des «Pfarrblatts»: Annalena Müller muss nach einem Jahr wieder gehen – Team «geschockt». 22. Mai 2025, abgerufen am 28. Mai 2025.
18. ↑  Pfarrblatt Bern ab sofort ohne Chefredaktorin. 23. Mai 2025, abgerufen am 28. Mai 2025 (Schweizer Hochdeutsch).
19. ↑  Annalena Müller per sofort freigestellt. Abgerufen am 28. Mai 2025.
20. ↑  Annalena Müller: Missbrauch in der Kirche: Lehren aus Deutschland und Sport ziehen. In: Neue Zürcher Zeitung. 7. Juli 2024, ISSN 0376-6829 (nzz.ch [abgerufen am 28. Mai 2025]).
21. ↑  Annalena Müller*: Trotz Zinsverbot zu Reichtum: Die Wirtschaftskunst der Basler Nonnen. In: Neue Zürcher Zeitung. 10. Juli 2024, ISSN 0376-6829 (nzz.ch [abgerufen am 28. Mai 2025]).
22. ↑  Annalena Müller: Feiertage: Was feiern wir an Pfingsten? In: Neue Zürcher Zeitung. 18. Mai 2024, ISSN 0376-6829 (nzz.ch [abgerufen am 28. Mai 2025]).
23. ↑  Gastbeitrag: Die katholische Synode in Rom beschliesst auch mutige Schritte – sind die Bischöfe reformbereit? 27. Oktober 2024, abgerufen am 28. Mai 2025.

| Personendaten    | Personendaten                                           |
| ---------------- | ------------------------------------------------------- |
| NAME             | Müller, Annalena                                        |
| KURZBESCHREIBUNG | deutsche Historikerin, Journalistin und Kirchenexpertin |
| GEBURTSDATUM     | 31. Januar 1983                                         |
| GEBURTSORT       | Mainz                                                   |